# Merciless
Merciless é uma banda de death metal da Suécia.

## História
Merciless foi formado em 1986 na pequena cidade de Strängnäs, que fica um pouco mais de 100 quilômetros a oeste da capital Estocolmo. Naquela época os jovens metaleiros Fredik Karlén (baixo), Stefan "Stipen" Karlsson (bateria) e Erik Wallin (guitarra), costumavam se reunir para ouvir Sodom, Bathory e Slayer. Inspirados na intensidade dessas bandas, logo os três garotos perceberam que deveriam tocar aquele tipo de música. Fredik já havia estado numa banda de punk, enquanto Stipen e Erik tocavam heavy metal. Alguns meses depois, Kåle (vocals) se juntou ao trio e a banda estava completa. O grupo então começou a compor, ensaiar e se apresentar localmente.
Em julho de 1987, a banda gravou num estúdio de sua cidade natal a demo tape Behind the Black Door. Merciless começou a ser notado pela cena underground, recebendo elogios de fanzines como Morbid e Slayer. Entretanto, no ano seguinte o grupo teve problemas com seu vocalista, devido a não evolução técnica do mesmo, e se viu obrigada a dispensá-lo.

## Discografia

### Demos
- Behind the Black Door (1987)
- Realm of the Dark (1988)

### Álbuns de estúdio
- The Awakening (1990)
- The Treasures Within (1992)
- Unbound (1994)
- Merciless (2002)

## Integrantes

### Formação atual
- Roger "Rogga" Pettersson - vocals (1988-)
- Erik Wallin - guitarra (1986-)
- Fredrik Karlén - baixo (1986)
- Stefan "Stipen" Carlsson - bateria (1986-1992, 2004-)

### Ex-integrantes
- Kåle - vocal (1986-1988)
- Peter Stjärnvind - bateria (1992-2004)